# Državna cesta D128
D128 je državna cesta u Hrvatskoj. 
Nalazi se na otoku Žirju i jedina je državna cesta na otoku. Cesta spaja uvalu Mikavicu i naselje Žirje.
Ukupna duljina iznosi 3,8 km.